# Aziza Amir
Aziza Amir (en arabe : عزيزة أمير), née le 17 décembre 1901, morte le 28 février 1952, est une actrice, une productrice et une réalisatrice égyptienne. Elle a joué un rôle important dans le développement du cinéma égyptien et est devenue une des figures légendaires de ce cinéma. Elle était la première épouse de Mahmoud Zoulficar.

## Biographie
Aziza Amir est née sous le nom de Mofida Mohamed Ghoneim à Damiette, en Égypte, le 17 décembre 1901. Elle va à l'école à Hosn El Massarat. Elle se marie à un ami de sa famille qui lui offre des voyages en Europe et lui permet de découvrir le monde des arts. De retour en Égypte, en pleine effervescence politique, elle ouvre un salon littéraire. Désireuse de devenir actrice, elle adopte un nom de scène en raison des préjugés de la société égyptienne sur les femmes au théâtre. Elle commence cette activité de comédienne peu après la révolution de 1919, marquée par des manifestations de femmes sur la voie publique.
Elle rejoint en 1925 la troupe du Ramses de Youssef Wahbi, y côtoyant notamment Fatma Rochdi, vedette de cette troupe. Dans ses mémoires, Youssef Wahbi raconte que sa femme est venue un jour au théâtre avec une arme à feu afin de tirer sur Azziza Amir, qu'elle soupçonnait d'avoir une liaison avec lui. Elle  joue comme actrice de théâtre jusqu'en 1935, puis privilégie le cinéma. Dès la fin des années 1920, elle joue et participe à la production du premier long métrage égyptien, Laila (ou Leilâ), longtemps considéré comme le premier film du cinéma muet égyptien, avant que l'on redécouvre les courts métrages de Mohamed Bayoumi. L'annonce de Laila est accueillie par quelques controverses de la part des  nationalistes égyptiens, en raison de son réalisateur turc, Wadad Orfi, et des producteurs allemands. La version proposée par Wadad Orfi ne satisfaisant pas Aziza Amir, le film est finalisé en définitive par Stephan Rosti, qui est aussi un des interprètes. Assia Dagher figure également dans les interprètes. La première projection de Laila, dans la version définitive, a lieu le 16 novembre 1927, avec dans le public des personnalités cairotes diverses, comme le poète Ahmed Chawki, le chanteur et compositeur Mohammed Abdel Wahab, et l'économiste Talaat Harb qui se passionne à son tour pour cet art,. C'est un succès,.
Deux ans plus tard, elle codirige avec Ahmed Galal un nouveau long-métrage où elle interprète le principal rôle féminin, Bint el Nil [La Fille du Nil], tourné en partie à Louxor. En 1933, elle écrit le scénario, réalise et joue dans Kaferi am khatiatak  [Rachète-toi de tes péchés], où une famille indienne vient en Égypte pour un traitement médical. Elle interprète la fille du père de famille indien, tombée amoureuse d'un jeune Égyptien. Les critiques négatives de ce film, à l'époque, contribuent à mettre fin à ses interventions comme réalisatrice. En 1935, un des premiers spectateurs de Laila, l'économiste Talaat Harb, fonde les studios Misr au Caire, dotant les cinéastes d'un outil de travail remarquables pour l'époque. À la même époque, la fin du cinéma muet ouvre la voie aux mélodrames cinématographiques musicaux.
Son premier film parlant est La marchande de pommes, en 1939, réalisé par Hossein Fawzi sur un scénario co-écrit avec elle. L'industrie égyptienne du cinéma commence à prospérer dans les années 1940. Aziza Amir multiplie les scénarios. Elle a dix-sept crédits de scénarios à son nom. Elle adopte une fille Amira qui est à ses côtés dans le film Ma Fille en 1944. Elle devient une star, est remarquée comme actrice dans près de deux douzaines de films, dont beaucoup dirigé par son mari, l'acteur-réalisateur Mahmoud Zoulficar, et produit un total de vingt-cinq films, créant sa propre société de production, Isis Films.
Elle est restée active en tant qu'actrice et productrice jusqu'à sa mort, à l'âge de cinquante-et-un ans.

## Thèmes de prédilection
Le film Laila évoque tout à la fois, de façon mélodramatique, les rapports du monde rural et du monde urbain, la condition féminine ainsi que l'influence occidentale. Une jeune femme orpheline vit dans un village, une oasis. Le chef  de la tribu prend en charge son éducation. La jeune femme tombe amoureuse d'un bédouin, Ahmed. Mais celui-ci, qui sert d'interprète à des touristes, l'abandonne pour suivre une Américaine, et gagne les États-Unis. Laila, enceinte, est chassée de son village, et elle gagne la ville du Caire (certaines scènes sont d'ailleurs tournées dans les rues du Caire, et font intervenir des acteurs non professionnels). Laila est ensuite renversée par une voiture, mais le chauffeur la soigne. Elle l’épouse après avoir mis au monde l'enfant, fruit d’une relation illégitime.
Sa filmographie, en tant qu'actrice, scénariste, réalisatrice et productrice, est très variée. Mais ces films abordent assez souvent les problèmes sociaux égyptiens, tout en s'adressant au grand public, et montrent une sensibilité pour les classes de la société les plus modestes. Elle choisit ainsi tour à tour comme point de départ le monde  ouvrier (Al Warcha ou L’atelier), l’enfance déshéritée, les traditions contraignantes du mariage (Lailat al farah ou La nuit de noces), etc. Elle est également une des premières à consacrer un film à la Palestine, en 1948. Le contexte est tendu en Palestine dans les années qui suivent la Seconde Guerre mondiale, à la suite notamment de la mise en œuvre du plan Daleth, à la proclamation de l’État d'Israël, à la guerre civile de 1947-1948 en Palestine mandataire puis à la guerre israélo-arabe de 1948-1949, avec la défaite des forces arabes. Sur cette toile de fond, le film raconte une idylle entre un pilote égyptien et une jeune femme palestinienne dont la maison sert de cache à des stocks d'armes. Le thème mélodramatique est utilisé pour relayer un sentiment favorable au panarabisme.

## Femme de conviction
Elle se montre à la fois une femme d’affaires avisée, obstinée et une artiste passionnée. Elle a fait connaître, par ses mélodrames chantés, de grands chanteurs, ou de grandes chanteuses, telles que Najet Essaghira alors que celle-ci est encore une enfant, des réalisateurs tels que Houssine Faouzi ou Mahmoud Doulfakar, et des acteurs tels que Naguib el-Rihani, Anwar Wagdi ou Mahmoud el-Meliguy.
Elle qui n’a pas d’enfants a cette phrase : « Je n’ai enfanté qu’une fille qui s’appelle le cinéma égyptien », une formule qui répond à ceux qui dans la société égyptienne voudrait cantonner la femme au foyer, et qui rappelle subtilement le rôle significatif des femmes dans le mouvement patriotique et nationaliste égyptien, un mouvement majeur des décennies 1920 à 1960, dans lesquelles s'inscrit son parcours,.

## Filmographie (extraits)

### Comme actrice
- 1927 : Laila
- 1929 : Bint el Nil [La Fille du Nil]
- 1932 : Al moualifa al masria [L’écrivaine égyptienne], film turc de Muhsin Ertuğrul
- 1933 : Kaferi am khatiatak  [Rachète-toi de tes péchés]
- 1936 : Bissalamtou ayez Itgawez [Monsieur veut se marier]
- 1939 : Bayyâ'at al-touffâh [La marchande de pommes]
- 1941 : El warsha [L'atelier]
- 1942 : Lailat al farah [La nuit de noces]
- 1943 : Ibn al-Balad
- 1944 : Ibnati [Ma Fille]
- 1945 : Al flouss [L'Argent]
- 1947 : Hadaya
- 1948 : Fatât min Filastîn [Une fille de Palestine]
- 1949 : Nadia
- 1952 : Aminti bellah [je crois en Dieu]

### Comme scénariste
- 1933 : Kaferi am khatiatak  [Rachète-toi de tes péchés]
- 1939 : Bayyâ'at al-touffâh [La marchande de pommes]
- 1940 : El warsha [L'atelier]
- 1942 : Ibn al-Balad
- 1944 : Takiet el ikhfaa [La coiffe magique]
- 1944 : Ibnati [Ma Fille]
- 1947 : Hadaya
- 1948 : Fatât min Filastîn [Une fille de Palestine]
- 1951 : Khadaani abi [Mon père m’a trompé]

### Comme réalisatrice
- 1929 : Bint el Nil [La Fille du Nil]
- 1933 : Kaferi am khatiatak  [Rachète-toi de tes péchés]

### Comme productrice
- 1927 : Laila
- 1933 : Kaferi am khatiatak  [Rachète-toi de tes péchés]
- 1938 : Masnaâ azzawjat [La fabrique des épouses]
- 1944 : Takiet el ikhfaa [La coiffe magique]
- 1947 : Hadaya
- 1951 : Khadaani abi [Mon père m’a trompé])